# Geschichte einer Bauernmagd
Geschichte einer Bauernmagd (französisch Histoire d’une Fille de Ferme) ist eine Novelle von Guy de Maupassant. Der Erstdruck erfolgte am 26. März 1881 in der Revue politique et littéraire.

## Handlung
Die Bauernmagd Rose hat ein Liebesverhältnis mit dem Knecht Jacques, in dessen Folge sie schwanger wird. Jacques kommt dem ihr gegebenen Versprechen, sie zu heiraten, nicht nach. Er verlässt heimlich den Hof. Rose erfährt, dass ihre Mutter bald sterben wird. Sie erhält Urlaub und begibt sich in ihr Heimatdorf, wo ihre Mutter am Tag ihrer Ankunft stirbt. Hier bringt Rose einen schwächlichen Jungen zur Welt, den sie bei Nachbarn in Pflege gibt. Nach ihrer Rückkehr arbeitet sie extrem, weil sie auf eine Lohnerhöhung hofft. Das Geld braucht sie dringend für ihren Sohn. Der Hofbauer, der von der Existenz des Sohnes keine Kenntnis hat, macht Rose einen Heiratsantrag. Seinen Erwägungen zufolge ist es ein besseres Geschäft, eine tüchtige Ehefrau als eine teure Magd zu haben. Mit der Heirat steigt Rose zur Hofbäuerin auf. Das Verhältnis der Eheleute verschlechtert sich zusehends. Ihr Mann macht Rose zum Vorwurf, dass sie ihm keine Kinder schenkt. Deshalb misshandelt er sie sogar. Im Verlaufe einer Auseinandersetzung gesteht Rose, schon ein Kind zu haben. Glücklicherweise nimmt der Bauer Roses Sohn auf dem Hof auf.